# أحلام من أبي (كتاب)
أحلام من أبي: قصة عرق وإرث (بالإنجليزية: Dreams from My Father: A Story of Race and Inheritance)‏ هي مذكرات الرئيس الأمريكي باراك أوباما نشرت لأول مرة عام 1995 بعد أن تم أنتخاب أوباما كأول رئيس من أصل أفريقي لمجلة هارفرد للقانون، وترجمت الكتاب إلى العربية مؤسسة «كلمات عربية للترجمة والنشر»
يشتمل الكتاب على ثلاثة أبواب، الأول بعنوان «جذور» ويضم 6 فصول، أما الباب الثاني بعنوان «شيكاغو» ويحتوي على 7 فصول، والباب الثالث بعنوان «كينيا» ويضم 6 فصول.

## روابط خارجية
- أحلام من أبي على موقع الموسوعة البريطانية (الإنجليزية)